# بليحاء كروية
البليحاء الكروية (باللاتينية: Reseda globulosa) نوع نباتي من جنس البليحاء.

## الموئل والانتشار
موطنها بلاد الشام وتركيا والقوقاز وجنوب وغرب روسيا.

## الوصف النباتي
نبات عشبي.